# Дмитрівка (Куцурубська сільська громада)
Дми́трівка — село в Україні, у Куцурубській сільській громаді Миколаївського району Миколаївської області. Населення становить 1193 особи.

## Населення

### Мова
Розподіл населення за рідною мовою за даними перепису 2001 року:
| Мова            | Кількість | Відсоток |
| --------------- | --------- | -------- |
| українська      | 989       | 82.90%   |
| російська       | 168       | 14.10%   |
| гагаузька       | 12        | 1.01%    |
| білоруська      | 10        | 0.83%    |
| румунська       | 9         | 0.75%    |
| вірменська      | 1         | 0.08%    |
| болгарська      | 1         | 0.08%    |
| інші/не вказали | 3         | 0.25%    |
| Усього          | 1193      | 100%     |

## Відомі мешканці
- Ігор Музика (1991—2015) — український військовик, старший солдат Збройних сил України, учасник російсько-української війни[2].